# 이코이노무라역
이코이노무라역(일본어: いこいの村駅)은 일본 구마모토현 아소시에 위치한 규슈 여객철도 호히 본선의 철도역이다. 단선 승강장 1면 1선의 구조를 갖춘 지상역이다.

## 역 주변
- 야마다 전기 테크랜드 아소점
- 국도 제57호선 · 국도 제212호선
- 모모 팜 · 다케하라 목장

## 역사
- 1989년 3월 11일 : 개업.

## 인접 역
| 호히 본선          | 호히 본선   | 호히 본선          |
| ------------------ | ----------- | ------------------ |
| 아소 구마모토 방면 | ■ 호히 본선 | 미야지 오이타 방면 |